# Samolus porosus
Samolus porosus är en viveväxtart som först beskrevs av Carl von Linné d.y., och fick sitt nu gällande namn av Carl Peter Thunberg. Samolus porosus ingår i släktet bungar, och familjen viveväxter. Inga underarter finns listade i Catalogue of Life.